# Xestocephalus bipunctatus
Xestocephalus bipunctatus är en insektsart som beskrevs av Van Duzee 1907. Xestocephalus bipunctatus ingår i släktet Xestocephalus och familjen dvärgstritar. Inga underarter finns listade i Catalogue of Life.